# Le Point chablais
 (novembre 2019).
Le Point chablais est un mensuel suisse édité en 2008. Il traite de l'actualité locale d'Aigle, Bex et environs.

## Histoire duPoint chablais
C’est en 2008 que le mensuel a vu le jour sous l’impulsion de la journaliste Zoé Gallarotti, d’abord sous le nom de Le Bellerin et édité uniquement sur la commune de Bex.
En 2010, le journal s’agrandit sur Aigle et ses environs, prenant ainsi le nom de Le Point chablais.
Le Point chablais compte une quinzaine de collaborateurs : journalistes, photographes, correcteurs, graphiste, responsable web et dessinateur.

## Caractéristiques
- Le mensuel sort chaque mois aux alentours du 10.
- Il est en vente.
- Un tous-ménages est édité chaque année au mois de février.

## Ligne éditoriale
Le Point chablais traite de l’actualité locale du Chablais : manifestations culturelles ou sportives, personnalités locales, vie des sociétés et des communes.